# Pablo Justiniani
Paolo Giustiniani o según su nombre en castellano Pablo Justiniani (Venecia, 15 de junio de 1476 - Monte Soratte, Roma, 28 de junio de 1528) fue un monje camaldulense italiano, fundador de la Congregación de los Eremitas Camaldulenses de Monte Corona, que se separó de la Orden de la Camáldula.

## Biografía

### Origen y formación
Nacido Tommaso Giustiniani, en el seno de la noble familia Giustiniani de Venecia, en 1476. Sus padres eran Francesco Giustiniani y Paola Malipiero. Estudió teología y filosofía en la Universidad de Padua; al terminar, en 1507 hizo una peregrinación a Tierra Santa y al volver quiso seguir la vida monástica. Ingresó en 1510 en la Orden de la Camáldula, donde hizo su profesión el 8 de agosto de 1512.

### Proyecto de Reforma de la Camáldula
El superior de la orden, Pietro Delfino, le pidió ayuda para acabar con los abusos e irregularidades que había en algunas comunidades de la misma, ocasionadas por la autonomía de cada casa y la falta de autoridad del prior general. Especialmente, la rama conventual (de vida cenobítica) se había relajado en la aplicación de la regla. En 1513, León X, a instancia de Giustiniani y Delfino, convocó un capítulo general de los camaldulenses que decidió la creación de la congregación del Sacro Eremitorio y de San Miguel de Murano, si separarse de la Orden, con priores generales temporales y un equilibrio entre la rama conventual y la eremítica.
En 1516 fue elegido prior del eremitorio de Camaldoli hasta el 1520, y en 1518 fue ordenado sacerdote. Deseando un tipo de vida más eremítico y fiel a la primitiva regla de la orden, obtuvo de León X el permiso de fundar otras comunidades, a las que se seguía la regla original de San Romualdo. 

### Fundador
León X concedió a Pablo Justiniani la fundación de una nueva congregación, exenta de la jurisdicción del general camaldulense y con constituciones propias, denominada Compañía de Eremitas de San Romualdo.
Al volver de Roma con la autorización, Giustiniani renunció al cargo de prior y con un compañero, Oliverio de Cortona, fue a buscar la guía espiritual de un eremita que vivía en Monte Corona, cerca de Perugia. Con este y un dominico, fueron a vivir en soledad en un lugar de los Apeninos, Pascialupo, donde vivieron en una capilla y fundaron, en 1521, el eremitorio de Monte Cucco. Giustiniani quedó solo con el monje camaldulense que la había acompañado, ya que los otro dos compañeros no quisieron adoptar la regla de San Romualdo. A petición de los monjes de Camaldoli se trasladó a una ermita cerca de Massaccio, donde se le unieron otros monjes de Camaldoli. A estos primeros eremitorios siguieron los de Cupramontana, San Leonardo de Monte Volubrio (diócesis de Fermo) y San Benedetto de Monte Conero, cerca de Ancona.
En 1522, Giustiniani redactó las constituciones de la nueva congregación, que consistían en la aplicación rigurosa de la regla original, modificando solo el hábito, que acortaba la túnica y el escapulario, haciendo que solo llegaran un poco por debajo de las rodillas, con una capucha en vez de cogulla y un sobrepelliz.
En 1523, la orden reconoció la congregación Monte Corona como independiente, manteniéndose en la familia camaldulense, y en 1524 tuvo lugar el primer capítulo de los cuatro eremitorios de la congregación, que eligió el fundador como prior general, ese mismo año, la congregación fue aprobada oficialmente por el papa Clemente VII. Cambiaron el nombre por el Congregación de los Eremitas Camaldulenses de Monte Corona. La nueva Orden fue considerada como la expresión más fiel del carisma original de la Camáldola.

### Últimos años
Justiniani fue a Roma en 1527 por asuntos de la orden y fue hecho prisionero, en mayo, por los soldados del ejército de Carlos V que ocupaban la ciudad; con Cayetano de Thiene, también prisionero, fue torturado, pero liberado al no tener ninguna posesión, regresó primero a Venecia, y luego a Massaccio. En 1528 volvió a Roma y visitó al Papa, obteniendo la confirmación de algunos privilegios para la orden. 
En Viterbo contrajo la peste. Fue a San Silvestre de Monte Soratte, cerca de Roma, antigua abadía benedictina que había sido dada a los eremitas de Monte Corona. Murió el 25 de junio de ese año.
Fue sucedido en la cabeza de la congregación por Agostino di Basciano.

## Obras
Cogitationes quotidianae de amore Dei, de 1506, es un diario espiritual que demuestra una sólida lectura bíblica y teológica, que tiende a colocar la cultura filosófica en una esfera inferior a la contemplación religiosa. Lo escribe antes de entrar a la Camáldula.
Libellus ad Leonem X, de 1513, es un documento de gran importancia para la historia religiosa del siglo XVI. Lo escribió junto a Vicenzo Quirini, otro monje camaldulense, con la intención de proponer al papa León X una reforma general de la Iglesia, reunir a los cristianos de Oriente y Occidente y convertir a los musulmanes y a los judíos. El texto está marcado por un fuerte pensamiento milenarista.
Entre otras obras importantes resaltan Secretum meum mihi, escrito entre 1524 y 1526 y el Trattato di ubidienza di don Paolo Giustiniano con una pistola del medesimo a M. Marcantonio Flaminio, de 1526, y publicada en Venecia en 1535. Ambos fueron escritos en lengua vernácula.

## Beatificación y culto
Pablo Justiniani fue enterrado en la cripta de San Silvestre de Monte Soratte. Por mucho tiempo, durante el abandono del eremitorio, sus restos estuvieron perdidos. Fueron reencontrados en 1932. 
A pesar de que no ha sido beatificado formalmente, desde su muerte ha sido tenido por santo, permitiéndose el culto al seno de su orden, quienes celebran su fiesta el 25 de junio.